# Laguna Salada
Laguna Salada es un municipio de la República Dominicana, que está situado en la provincia de Valverde.

## Localización
El municipio está comunicado de este a oeste por la Autopista Duarte.

## Límites
|                 | Norte: Villa Isabela y Los Hidalgos |                 |
| Oeste: Guayubín |                                     | Este: Esperanza |
|                 | Sur: Mao                            |                 |

## Distritos municipales
Está formado por los distritos municipales de:
| Nombre              | Código   |
| ------------------- | -------- |
| Laguna Salada       | 04270301 |
| Jaibón              | 04270302 |
| La Caya             | 04270303 |
| Cruce de Guayacanes | 04270304 |

## Historia
Laguna Salada, al igual que los demás pueblos de la Línea Noroeste, ha tenido participación histórica en las diversas luchas entabladas para lograr restaurar la soberanía nacional.
El municipio fue escenario de la guerra restauradora, cuando el brigadier español Manuel Buceta, fue interceptado momentáneamente por los generales Benito Monción y Pedro Pimentel, tras breve combate en el que resultó herido Monción.
Buceta logró sobrepasar el sitio y continuar su marcha, pero el 22 de agosto de 1863 en el lugar de La Barranquita, los generales Gaspar Polanco y Pedro Pimentel se interpusieron nuevamente al paso de la colonia española, liberando muchos de sus compatriotas.
La Barranquita, que está situado en el distrito de Cruce de Guayacanes, sirvió de escenario en la lucha a los noroestanos, cuando el 3 de julio de 1916, un total de 80 hombres provenientes de las comunidades vecinas de Mao, Hato Nuevo, Pretiles, Guayacanes, Maizal y Laguna Salada, bajo las órdenes del general Carlos Daniel, acuden al Cerro de la Barranquita para hacer frente a los marines norteamericanos invasores en un desigual combate con armas y hombres.
La poderosa artillería de éstos no fue capaz inicialmente de doblegarlos y hay en el cerro de la Barranquita un monumento que recuerda esta hazaña y que hoy luce abandonado.
Otro lugar histórico, escenario de luchas internas, es la llamada Sabana de los Chávez, donde se enfrentan Bolos y Coludos.
El general Máximo Gómez vivió en el lugar en la casa de Jesús Domínguez, que le cedió tierra para cultivar tabaco, pero el objetivo de su presencia en el lugar no era tal cultivo, sino reunirse con patriotas dominicanos con miras a libertar a Cuba.
En esa misma casa y bajo un frondoso árbol de tamarindo, se reunió con los patriotas cubanos José Martí y Antonio Maceo, y desde allí se trasladaron a Monte Cristi a escribir el Manifiesto de Cuba.
Laguna Salada pertenecía al municipio de Guayubín de la provincia Monte Cristi, hasta que mediante la aplicación de la Ley n.º 4882, de 27 de marzo de 1958, el lugar fue elevado a distrito municipal, como parte del municipio de Esperanza, de la provincia Valverde.
El 12 de agosto de 1978 el distrito es elevado a municipio.

## Economía
La economía fundamental del municipio es el de la agricultura, siendo sus tierras aptas para el cultivo de diversos alimentos, entre los que se destacan: arroz, banano, yuca, ají, cebolla, sorgo y pasto para el ganado.
Durante muchos años el municipio ha sido una gran zona productora de arroz en la Línea Noroeste, pero con el auge de las compañías de exportación de Banano Orgánico, el municipio ha pasado de ser productor solo de arroz a ser también productor de guineo para el exportación internacional, teniendo empresas prestigiosas que se dedican a esta actividad agrupando a los productores de banano orgánico en sus empresas.
Los terrenos destinados a la agricultura se encuentran distribuidos en forma desigual entre algunos terratenientes, medianos productores y cientos de parceleros beneficiados con pequeños lotes de tierra de 20 a 50 tareas repartidas por el Instituto Agrario Dominicano (IAD).
Otros renglones económicos en fase de desarrollo son la ganadería, la industria y el comercio, los tres nacidos tímidamente, pero con buenas perspectivas.

## Religión
Actualmente existe la parroquia de San Antonio de Padua, fundada en 1917 y una Casa Curial, junto con la Iglesia de San Roque en los distritos municipales de Jaibón y Cruce de Guayacanes.
Además de la Iglesia Católica, están establecidas: la Iglesia Adventistas del 7.º. Día, la Evangélica Metodista Libre, congregación Mita inc. y los Testigos de Jehová.

## Escolarización
El municipio de Laguna Salada cuenta en la actualidad con 3 escuelas primarias públicas, siendo la principal la Escuela Primaria Jacinto de la Concha, y con un liceo a nivel tecnológico: Liceo Presidente Antonio Guzmán Fernández.

## Deportes

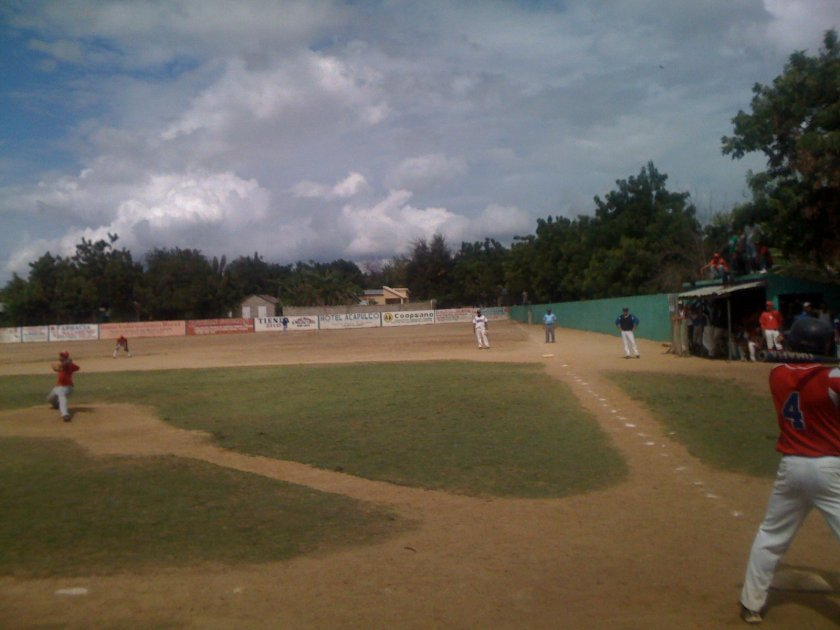
Estadio Municipal Laguna Salada.

El béisbol y el sofbol están entre los juegos más populares en el municipio de Laguna Salada, que cuenta con varios equipos y terrenos para las competencias deportivas. El baloncesto también es muy popular, y se celebra un torneo cada año, desde noviembre a diciembre, con la participación de cinco equipos de diferentes puntos del municipio: Los Sagas, Club Intocables, Los Nexios, Los Pumas y El Centro.

## Festividades
En época de Carnaval, entre los meses de febrero y abril de cada año, se celebran las llamadas fiestas del  "Carnaval el Guabay", debido al antiguo nombre del pueblo cuando estaba situado a orillas del río Yaque del Norte.
El 13 de junio de cada año, se celebra el día del patrón del municipio, el cual es San Antonio de Padua.